# Propunerea de strămutare a evreilor români în Africa

Rhodesia de Nord pe harta Africii (azi Zambia)

În noiembrie 1938, în timpul unei vizite a regelui Carol al II-lea al României în Regatul Unit, ministrul de externe român, Nicolae Petrescu-Comnen, a purtat discuții cu ministrul de externe britanic, Edward Wood, privind posibilitatea strămutării evreilor din România Mare într-un teritoriu al Imperiului Britanic din Africa.
Informațiile despre acest plan se bazează pe o stenogramă a conversației dintre cei doi miniștri de externe. Ministrul român a adus în discuție problema evreilor din România, menționând că în țară trăiau aproximativ un milion de evrei și că problema acestora nu era una religioasă sau ideologică, ci economică, deoarece evreii ar fi obținut un monopol semnificativ asupra unor profesii precum avocatura și medicina, ceea ce ar fi generat un sentiment antisemit accentuat în timp.
Potrivit lui Petrescu-Comnen, înainte de plecarea sa în Marea Britanie, a fost abordat de delegații ale evreilor români care i-au cerut să încerce obținerea unei cooperări britanice pentru identificarea unei soluții. Acestea au indicat că există regiuni vaste în Imperiul Britanic, în special în Rhodesia de Nord (actuala Zambia), potrivite pentru colonizare și dezvoltare, populate de foarte puțini europeni. El a declarat că aceasta ar fi cea mai bună soluție atât pentru statul român, cât și pentru colonii, cât și pentru evrei.
Ministrul român a precizat că înțelege că nu poate exista o soluție imediată, dar a cerut ca Imperiul Britanic să decidă în principiu păstrarea unei anumite teritorii în acest scop. De asemenea, a exprimat convingerea că și alte guverne europene ar fi dispuse să discute cu guvernul britanic despre posibilitatea unei transferări treptate a evreilor din țările lor către acest teritoriu. A sugerat formarea unei comisii pentru examinarea aspectelor tehnice ale proiectului și încheierea unui acord între guvernul României și cel britanic pentru a stabili un număr anual fix de cetățeni evrei ce ar urma să fie relocați și pregătiți pentru noua lor viață.
La rândul său, ministrul britanic de externe a menționat că luase deja în calcul o astfel de eventualitate și de aceea le-a cerut guvernatorilor din diverse teritorii ale imperiului, inclusiv din Rhodesia de Nord, să trimită de urgență rapoarte privind posibilitățile de alocare a unor terenuri în acest scop. Din declarațiile sale reieșea că existaseră deja unele contacte pe această temă.